# Reaganomics

Reagan erläutert in einer Fernsehansprache im Juli 1981 seine beabsichtigten Steueränderungen

Der Begriff Reaganomics (Kofferwort, zusammengesetzt aus „Reagan“ und „economics“, engl. für Wirtschaft) bezeichnet die Wirtschaftspolitik der USA unter Präsident Ronald Reagan.

## Theorie

Entwicklung der Spitzensteuersätze in den Vereinigten Staaten von 1913 bis 2011

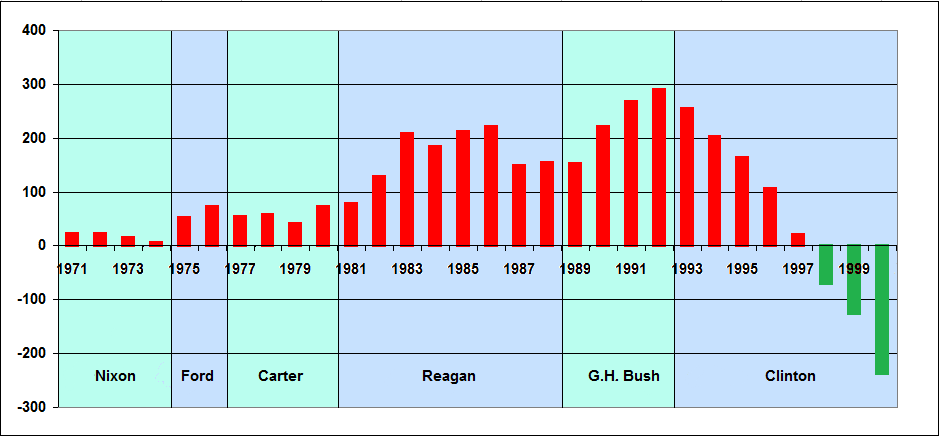
Defizit des US-Bundeshaushalts zwischen 1971 und 2001 in Milliarden Dollar. Reagans Amtszeit lag zwischen 1981 und 1989.

Reagans Wirtschaftspolitik basierte auf wirtschaftswissenschaftlichen Thesen oder Theorien der Chicagoer Schule (auch Angebotspolitik genannt) und auf der Theorie des Ökonomen Arthur B. Laffer, wonach durch Steuersenkungen die Steuereinnahmen nicht sinken, sondern steigen würden (siehe Laffer-Kurve).

## Steuerpolitik und Staatseinnahmen

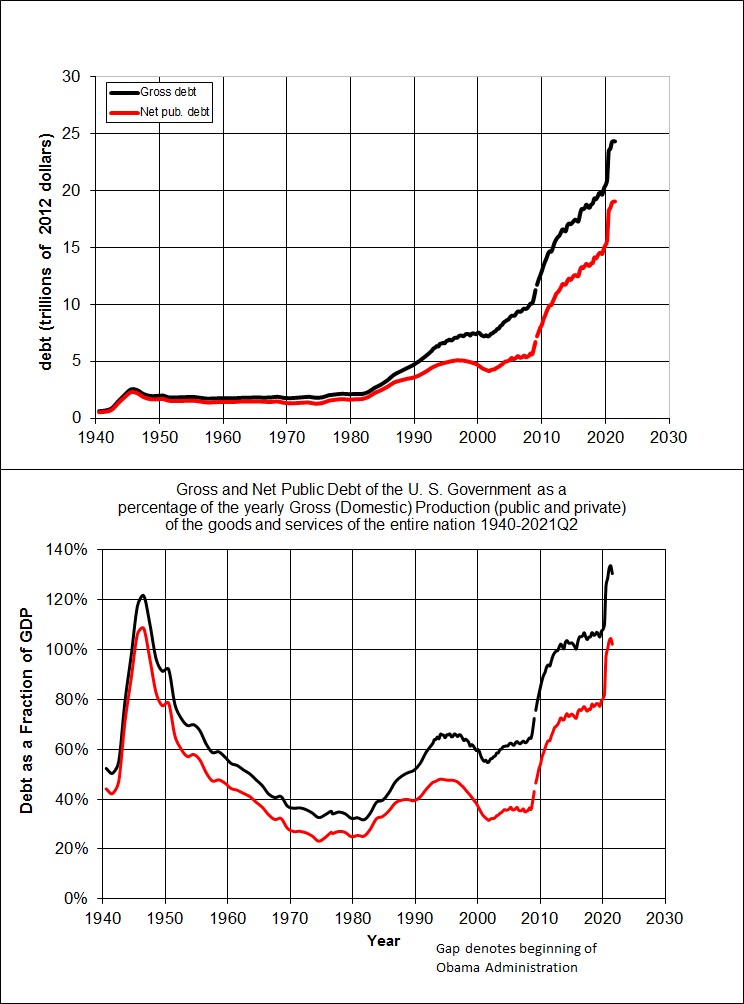
Historische Staatsverschuldung der Vereinigten Staaten, nominell (oben, inflationsbereinigt) und im Verhältnis zum Bruttoinlandsprodukt (unten)

Die Reagan-Regierung senkte mit dem Economic Recovery Tax Act of 1981  den Spitzensteuersatz der Einkommensteuer von 70 % auf 50 %. Auch die Steuern auf Veräußerungsgewinne und Unternehmenssteuern wurden reduziert. Dadurch verringerten sich die Steuereinnahmen deutlich. Mit Gesetzen wie dem Tax Equity and Fiscal Responsibility Act of 1982, den Social Security Amendments of 1983, dem Deficit Reduction Act of 1984, dem Omnibus Budget Reconciliation Act of 1987 und dem Tax Reform Act of 1986 wurden moderate Steuererhöhungen verabschiedet.
Die Staatseinnahmen gingen 1983 zunächst zurück, stiegen dann zwar wieder an, allerdings langsamer als zuvor. Reagans Steuerpolitik steigerte die US-Konjunktur; die geringeren Steuereinnahmen und Reagans Hochzinspolitik erhöhten aber die Haushaltsdefizite und damit die Staatsverschuldung der USA massiv. 
Reagans Nachfolger Bill Clinton (Dem) erhöhte während seiner achtjährigen Regierungszeit (Januar 1993 bis Januar 2001) die Steuersätze. Die Staatsschulden nahmen zu (siehe Grafik); die Verschuldungsquote lag 1993 und 2001 bei rund 60 % des BIP.

## Auseinandersetzung
Die Wirtschaftspolitik der Regierung Reagan blieb lange Gegenstand kontroverser Diskussionen. Kritische Stimmen argumentierten, es sei eine Politik zulasten ärmerer Schichten gewesen und zugunsten der oberen zwei Prozent der Bevölkerung der USA, da auch finanzielle Zuwendungen für Sozialprogramme aus den Zeiten der Great Society gekürzt wurden.
Gerard Radnitzky (1921–2006) charakterisierte 1993 die Reaganomics als „freie Marktwirtschaft in der Rhetorik und einige Privatisierungen, während in der Praxis die Staatsausgaben und der Steueranteil als Prozente des Bruttosozialproduktes gestiegen sind.“
In Großbritannien sprach man vom Thatcherismus, benannt nach der britischen Premierministerin Margaret Thatcher, dem eine ähnliche Politik zu Grunde lag. 
In Neuseeland war Roger Douglas Finanzminister im Kabinett von David Lange (vierte Labour-Regierung). Neuseeland steckte in einer schweren Wirtschaftskrise. 
Douglas ergriff radikale und für Labour untypische Maßnahmen. Für seine Politik verbreitete sich der Begriff Rogernomics.
Als Atari Democrats sowie unter dem Begriff Dritter Weg wurden sozialdemokratische und gemäßigt linke Politiker sowie politische Strömungen bezeichnet, die einzelne Aspekte der Reaganomics auf der politischen Linken rezipierten.
Der Soziologe Colin Crouch sah 2008 die grundlegenden Veränderungen in den USA während der Reagan-Administration in der Abwicklung wohlfahrtsstaatlicher Institutionen, der Marginalisierung der Gewerkschaften und einer Spaltung zwischen Arm und Reich auf einem Niveau vergleichbar mit Ländern der Dritten Welt.
Vertreter des Center for American Progress vermuteten 2015 eine kontraproduktive Wirkung der Kürzung des Spitzensteuersatzes aus. Demnach werden die finanziellen Mittel, die durch Steuersenkungen für Reiche frei werden, von diesen nicht für Konsum genutzt oder in Produktionsmittel investiert. Sie würden vielmehr gespart, für Kapitalanlagen genutzt oder in Steuerparadiese transferiert. Dies sorge für eine höhere Ungleichheit und einen Mangel an finanziellen Mitteln in mittleren und unteren Einkommensschichten. Dieser finanzielle Mangel senke die Nachfrage und damit letztlich auch das Wirtschaftswachstum.